# Огняново (Добричская область)
Огняново (болг. Огняново) — село в Болгарии. Находится в Добричской области, входит в общину Крушари. Население составляет 19 человек.

## Политическая ситуация
Кмет (мэр) общины Крушари — Добри Стоянов Стефанов (Движение за права и свободы (ДПС)) по результатам выборов 2007 года в правление общины.